# Blang Geulumpang
Blang Geulumpang is een bestuurslaag in het regentschap Aceh Timur van de provincie Atjeh, Indonesië. Blang Geulumpang telt 2044 inwoners (volkstelling 2010).